# Бель-Айл (Флорида)
Бель-Айл (англ. Belle Isle) — місто (англ. city) в США, в окрузі Орандж штату Флорида. Населення — 7032 особи (2020).

## Географія
Бель-Айл розташований за координатами 28°27′55″ пн. ш. 81°20′58″ зх. д. / 28.46528° пн. ш. 81.34944° зх. д. (28.465254, -81.349361).  За даними Бюро перепису населення США в 2010 році місто мало площу 13,22 км², з яких 6,03 км² — суходіл та 7,19 км² — водойми.

## Демографія
Згідно з переписом 2010 року, у місті мешкало 5988 осіб у 2403 домогосподарствах у складі 1708 родин. Густота населення становила 453 особи/км².  Було 2625 помешкань (199/км²).
Расовий склад населення:
| - 91,5 % — білих - 3,1 % — чорних або афроамериканців - 1,7 % — азіатів - 0,2 % — корінних американців - 0,1 % — вихідців з тихоокеанських островів - 1,8 % — осіб інших рас |

До двох чи більше рас належало 1,7 %. Частка іспаномовних становила 11,1 % від усіх жителів.
За віковим діапазоном населення розподілялося таким чином: 20,2 % — особи молодші 18 років, 62,2 % — особи у віці 18—64 років, 17,6 % — особи у віці 65 років та старші. Медіана віку мешканця становила 46,5 року. На 100 осіб жіночої статі у місті припадало 99,5 чоловіків;  на 100 жінок у віці від 18 років та старших — 99,3 чоловіків також старших 18 років.
Середній дохід на одне домашнє господарство  становив 107 414 долари США (медіана — 73 957), а середній дохід на одну сім'ю — 119 900 доларів (медіана — 85 476). Медіана доходів становила 61 196 доларів для чоловіків та 39 207 доларів для жінок. За межею бідності перебувало 2,5 % осіб, у тому числі 1,7 % дітей у віці до 18 років та 2,6 % осіб у віці 65 років та старших.
Цивільне працевлаштоване населення становило 3187 осіб. Основні галузі зайнятості: освіта, охорона здоров'я та соціальна допомога — 15,1 %, мистецтво, розваги та відпочинок — 14,1 %, науковці, спеціалісти, менеджери — 13,6 %.